# Země nikoho (film, 1987)
Země nikoho (v anglickém originále No Man's Land) je americký kriminální film z roku 1987. Režisérem filmu je Peter Werner. Hlavní role ve filmu ztvárnili D. B. Sweeney, Charlie Sheen, Lara Harris, Randy Quaid a Bill Duke.

## Obsazení
| D. B. Sweeney     | Benjamin Taylor |
| Charlie Sheen     | Ted Varrick     |
| Lara Harris       | Ann Varrick     |
| Randy Quaid       | Vincent Bracey  |
| Bill Duke         | Malcolm         |
| R. D. Call        | Frank Martin    |
| Arlen Dean Snyder | Curtis Loos     |
| M. Emmet Walsh    | Haun            |
| Brad Pitt         | číšník          |